# 犬耳家の親族
犬耳家の親族（いぬみみけのしんぞく）は、ファイナルファンタジーシリーズの音楽の父である作曲家、植松伸夫の公式ファンクラブ。ノビヨのしっぽが終了したのちに新公式ファンクラブとして発足した。

## ファンクラブの概要
年会費は5,000円。2009年1月8日にグランドプレオープンし、1月21日にグランドオープンする。プレオープン時期に仮会員登録を行っておけば、グランドオープンと同時に会員受付が可能で、さらにプレ特典のオリジナル名刺がもらえる。

## 会員特典
- 会員証が発行される。
- 入会特典として、会員ならではのグッズが送付される。
- DVD会報が発行される(年3回予定)。
- 会員限定サイトの閲覧が可能
- 公演チケットの受付が優先される。
- オフィシャルグッズの購入が可能